# Selaginella mortoniana
Selaginella mortoniana là một loài dương xỉ trong họ Selaginellaceae. Loài này được Crabbe & Jermy mô tả khoa học đầu tiên năm 1973.